# Plussymptomatik
Unter Plussymptomatik wird die Beschreibung klinischer Bilder in der Psychiatrie verstanden, die man sich als aktive und produktive neuartige Leistungen der psychischen Organisation vorstellt. Aktive Leistungen wie etwa die Kontaktfreudigkeit beim zyklothymen Charakter sind allerdings auch Gegenstand der Psychologie.
Diese Bilder werden von der sog. Minussymptomatik abgegrenzt. Die Entstehung von Plusphänomenen wird in psychodynamischer Hinsicht auf die Aufwendung eines hohen Maßes an seelischer Energie zurückgeführt. Minusphänomene sind nach dieser Auffassung durch dynamische Entleerung bedingt, vgl. auch Organo-dynamische Theorie. Dabei stellt sich die Frage nach dem Anlass bzw. nach der Ursache der Energieaufwendung, vgl. dazu den von Eugen Bleuler 1911 geprägten Begriff der Primärsymptome. Die Bezeichnungen Plus- und Minussymptomatik gehen zurück auf Walter Birkmayer, der sie zuerst 1962 gebraucht hat.

## Plussymptome
An Plussymptomen werden unterschieden:
- Geistige Plussymptome: Unrast, Antriebssteigerung, vermehrte Einfälle, Erregung.
- Affektive Plussymptome: Gereizte Stimmung, Unruhe, Angst, innere Gespanntheit
- Vegetative Plussymptome: Schlaflosigkeit, Herzrasen, Schweißausbrüche, Bluthochdruck, Spasmen im Magendarmdrakt, Verkrampfung der Atemwege

Diese Symptome sprechen als Krankheitsanzeichen nicht notwendig für die Diagnose eines bestimmten Krankheitsbildes, sondern sind als diagnostisch unspezifisch anzusehen. Sie können als noch innerhalb der physiologischen Schwankungsbreite psychischer Funktionen liegend angesehen werden oder u. U. als Anzeichen für Störungen aus dem Formenkreis der kleinen Psychiatrie gewertet werden.

## Plussymptomatik
Anders verhält es sich bei der Plussymptomatik. Hierunter werden eindeutig einige Symptome der Schizophrenie verstanden:
- gesteigerte affektive Erregung und Spannung

- psychotische Erlebnisproduktionen wie Wahnideen, Wahnwahrnehmungen,

- Halluzinationen meist akustischer Art,

- Erlebnisse des Gemachtwerdens bzw. der Ichbeeinflussung, wie z. B. Willensentzug,

- Gedankeneingebung, Gedankenentzug oder Gedankenausbreitung.

Diese Symptomatik ist weitgehend identisch mit den Symptomen ersten Ranges nach Kurt Schneider.

## Kritik
Auch wenn das Auftreten einer Plussymptomatik etwa in Form von Halluzinationen als Indikation für eine Behandlung mit Medikamenten (Neuroleptika) angesehen wurde, so liefert das dem Begriff der Plussymptomatik zugrundeliegende psychodynamische Konzept doch auch Zugang zu einem psychotherapeutischen Behandlungsansatz. Der Begriff der Plussymptomatik lässt die Frage der Entstehung offen. Das Verhältnis von Psychogenese und Somatogenese bleibt ungeklärt. Beim Gebrauch des Begriffs der Primärsymptome wird jedoch die unmittelbare Folge eines hypothetischen Körperprozesses angenommen. Die Entstehung der Plus- und Minussymptomatik kann u. U. nach dem allgemeinen Anpssungssyndrom erklärt werden, das auch nach Hans Selye (1907–1982) benannt wird. Die Annahme eines Missverhältnisses zwischen äußerem und innerem Reiz als Auslöser der Alarmreaktion (Plussymptomatik) und die Entsprechung der Minussymptomatik mit dem Erschöpfungsstadium kann jedoch keine objektivierende Bedeutung beanspruchen. Vielmehr bleibt die individuelle Bedeutung dessen, was als Stress erlebt wird, unbeantwortet. Das Verständnis der Plus- und Minussymptomatik ergibt sich aber auch nach der Theorie einer als Plussymptom auffallenden Enthemmung niedriger Zentren durch den Ausfall oder Wegfall der Kontrolle höherer Zentren (Minussymptom). Beide bedingen sich demnach gegenseitig.